# 新海街道
新海街道，是中华人民共和国江苏省连云港市海州区下辖的一个乡镇级行政单位。

## 行政区划
新海街道下辖以下地区：
幸福社区、西苑社区、镇海社区、新孔社区、新潮社区、河西社区、常乐社区、富强社区、星化社区、海连社区和新缘社区。